# Miguel Herrán

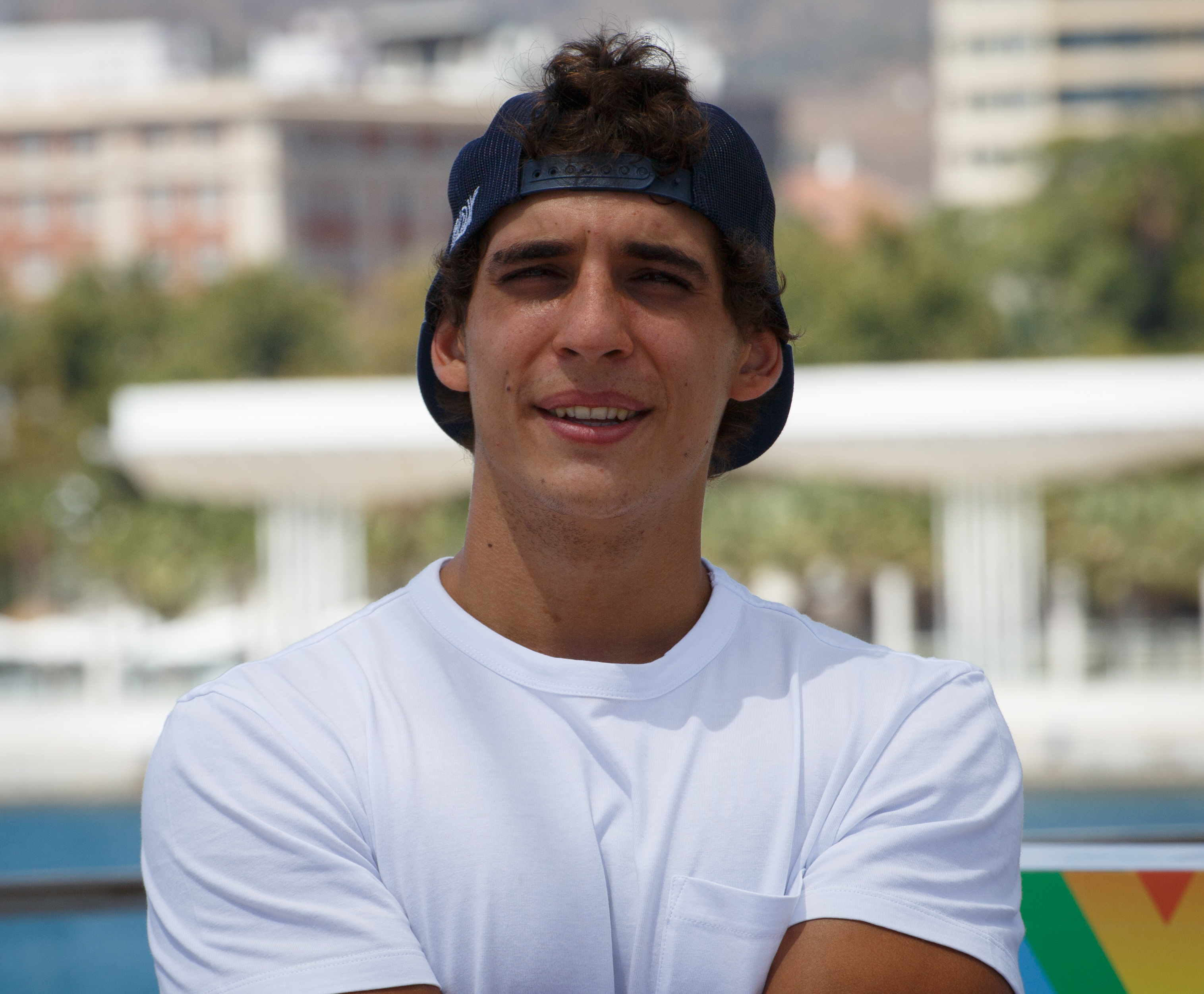
Miguel Herrán (2020)

Miguel García Herrán (geb. 25. April 1996 in Málaga) ist ein spanischer Schauspieler. Bekannt wurde er durch seine Rolle als Dario im Film A cambio de nada und durch die Mitwirkung in den spanischen Netflix-Serien Haus des Geldes (als Rio) und Élite (als Christian).

## Leben
Der gebürtige Andalusier wuchs, nachdem seine Mutter aus beruflichen Gründen nach Madrid umzog, im Bezirk Chamberí auf.
Herrán wurde durch den spanischen Schauspieler und Regisseur Daniel Guzmán entdeckt, als er diesen um ein Autogramm bat. Daraufhin wurde er zu einem Casting eingeladen und für die Rolle des Dario im Film A cambio de nada engagiert, für die er mit dem spanischen Filmpreis Goya in der Kategorie Bester Nachwuchsdarsteller ausgezeichnet wurde. 2017 war er Teil der Besetzung der Serie Haus des Geldes, die nach der Übernahme der Vermarktungs- und Veröffentlichungsrechte durch Netflix international an Berühmtheit gewann.
Anfang 2018 kündigte Netflix an, mit Miguel Herrán, nach Die Telefonistinnen, eine zweite originale spanische Netflixserie produzieren zu wollen. Herrán erklärte, dass er den Beruf des Schauspielers weiter verfolgen wolle, damit er genug Geld verdienen könne, um eine Fahrradwerkstatt zu eröffnen und seiner Mutter einen Spielfilm zu widmen.

## Filmografie (Auswahl)

### Fernsehserien
- 2017–2021: Haus des Geldes (La casa de papel)
- 2018–2019: Élite (9 Folgen)
- 2023: Los Farad (8 Folgen)
- 2024: Bank unter Belagerung (Asalto al Banco Central, Fernsehserie, 5 Folgen)

### Filme
- 2015: A cambio de nada
- 2016: 1898. Los últimos de Filipinas
- 2016: Dil ka gaana full movie (Kurzfilm)
- 2016: Nomeolvides (Kurzfilm)
- 2017: Das Tal der toten Mädchen (El guardián invisible)
- 2018: Tiempo después
- 2018: Alegría, tristeza, miedo, rabia
- 2021: Sky High
- 2022: Modelo 77

## Auszeichnungen
- 2016: Goya in der Kategorie Bester Nachwuchsdarsteller für A cambio de nada
- 2016: „Talent aus Andalusien“ beim Filmfestival Málaga
- 2016: Bester Nachwuchsdarsteller beim Festival Solidario de Cine Español de Cáceres für A cambio de nada